# Ingólfshöfði
L'Ingólfshöfði, toponyme islandais signifiant littéralement « la résidence d'Ingólfr », est un cap d'Islande constitué d'un inselberg culminant à 75 mètres d'altitude et ancienne île de l'océan Atlantique. Au sommet de ses falaises s'élève un phare. Le cap n'est accessible qu'à marée basse en traversant l'extrémité orientale du Skeiðarársandur.
Le site est le lieu supposé du premier accostage d'Ingólfr Arnarson, le premier colon permanent de l'Islande, au IXe siècle.